# 윌타 협회
윌타 협회(일본어: ウィルタ協会)는 윌타족뿐만 아니라 니브히족, 오로치족, 아이누족 등의 북방소수민족의 복권・문화보전운동을 전개하기 위한 일본의 단체이다. 1975년 7월 12일에 윌타족인 다닌녜니 겐다누(ダーヒンニェニ・ゲンダーヌ)에 의한 일본정부의 고발을 계기로 오로코의 인권과 문화를 지키는 모임(일본어: オロッコの人権と文化を守る会)으로 결성되었다. 다음해 12월에 지금의 이름으로 개칭되었다.